# Reitzenhain (Marienberg)
Reitzenhain ist ein Ortsteil der sächsischen Stadt Marienberg im Erzgebirgskreis.

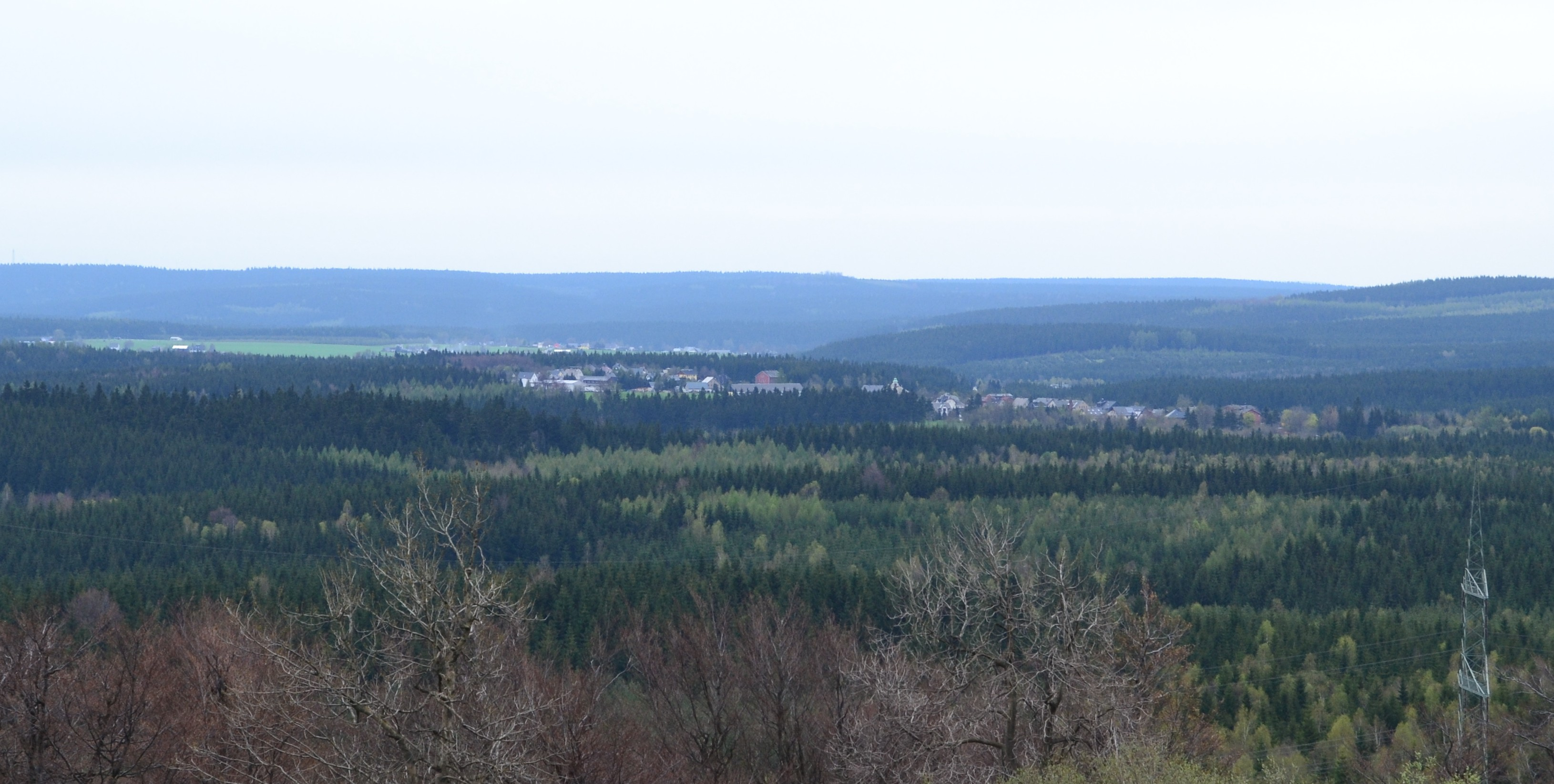
Blick auf Reitzenhain, gesehen vom Hirtstein

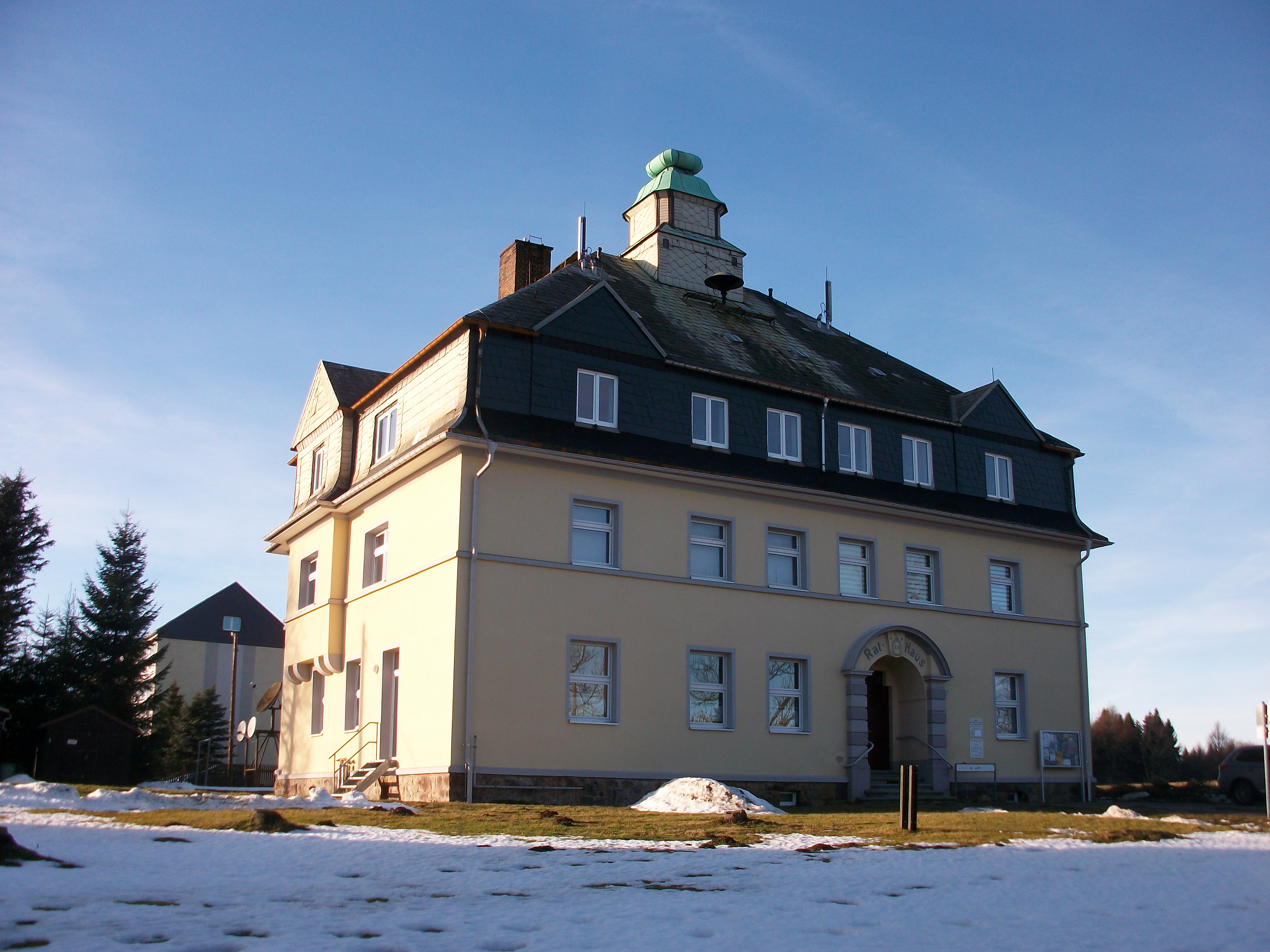
Rathaus Reitzenhain

## Geographie

### Lage
Der Ort liegt direkt an der deutsch-tschechischen Grenze in ca. 750 m ü. NN (Messpunkt am Bahnhofsgebäude: 778,223 m) an der Schwarzen Pockau auf dem Erzgebirgskamm. Südöstlich, am rechten Ufer des Grenzflusses befindet sich in Tschechien die Wüstung Pohraniční (Böhmisch Reizenhain).

### Nachbarorte
|           |                                             | Kühnhaide               |
| Steinbach | Kompassrose, die auf Nachbargemeinden zeigt |                         |
| Satzung   |                                             | Pohraniční (Reizenhain) |

## Name
Der am Reitzenhainer Pass gelegene Gasthof (als Han bezeichnet) war sowohl von Leipzig als auch von Prag der Dreizehnte Han aus dem sich später die Ortsbezeichnung Reitzenhain entwickelt haben soll. Zudem findet sich die Zahl „13“ im Ortswappen wieder.

## Geschichte
Der Ort wurde 1401 erstmals urkundlich als Reiczenstein erwähnt. Schon damals war Reitzenhain Grenzort zum benachbarten Böhmen. Im Jahr 1551 gehörte der Ort zur Parochie Großrückerswalde. 1607 kam Reitzenhain zur Parochie Kühnhaide, auch die Kinder gingen nach Kühnhaide zur Schule. Aufgrund der militärisch wichtigen Lage des Reitzenhainer Passes war er häufig durch Soldaten besetzt und gesperrt, so im Dreißigjährigen Krieg und im Siebenjährigen Krieg. Reitzenhain gehörte bis 1856 zum Amt Wolkenstein.
In der ersten Hälfte des 19. Jahrhunderts wurde die Straße zwischen Marienberg und Reitzenhain chausseemäßig ausgebaut. Am 23. August 1875 wurde die Bahnstrecke (Flöhatalbahn) von Chemnitz über Marienberg bis nach Komotau (Chomutov) eingeweiht. Die Freiwillige Feuerwehr wurde 1879 gegründet, ein Sanatorium 1880. Ein Schulgebäude wurde 1882 eingeweiht. Ab 1891 begann der Torfabbau. Mit dem Anschluss des auf tschechischer Seite gelegenen Reizenhain erhielt auch der Ortsteil Reißigmühle 1921 einen Anschluss ans Elektrizitätsnetz. Das Rathaus wurde 1924 eingeweiht. Am 1. Oktober 1937 wurde Kühnhaide nach Reitzenhain eingemeindet, erhielt jedoch am 1. April 1948 seine Eigenständigkeit zurück. 
Im Zweiten Weltkrieg wurden bei einem Bombenabwurf im Frühjahr 1945 ein Gebäude zerstört und 14 Menschen getötet. Im April 1945 flohen Zwangsarbeiter aus einem Evakuierungszug des KZ Außenlager Wille, als in der Nähe von Reitzenhain aufgrund eines Angriffs der amerikanischen Luftwaffe eine Panik ausbrach. Überlebende flohen in die Wälder und wurden von SS sowie lokaler Hitler-Jugend und NSDAP-Angehörigen verfolgt. 388 Häftlinge wurden in einem Massaker getötet.
Nach dem Zweiten Weltkrieg brachen die wirtschaftlichen Verflechtungen mit Böhmen nach und nach zusammen, was den Niedergang des Ortes einleitete. Bis zum 31. Dezember 1993 war Reitzenhain eine eigenständige Gemeinde. Danach bildete der Ort gemeinsam mit Kühnhaide, Rübenau und Satzung die Gemeinde Hirtstein mit Verwaltungssitz in Reitzenhain. Zum 1. Januar 2003 wurde Hirtstein nach Marienberg eingegliedert.

## Bürgermeister
- 1990–1994: Klaus Uhlig

## Entwicklung der Einwohnerzahl
| Jahr    | Einwohnerzahl                         |
| ------- | ------------------------------------- |
| 1551/53 | 1 besessener Mann (Wirtshaus), 1 Hufe |
| 1787    | 9 Häusler                             |
| 1834    | 163                                   |
| 1871    | 269                                   |
| 1890    | 537                                   |
| 1910    | 791                                   |

| Jahr   | Einwohnerzahl |
| ------ | ------------- |
| 1925   | 854           |
| 1939 1 | 1.931         |
| 1946 1 | 1.970         |
| 1950   | 913           |
| 1964   | 781           |
| 1990   | 659           |

| Jahr | Einwohnerzahl |
| ---- | ------------- |
| 2007 | 345           |
| 2014 | 289           |
| 2015 | 292           |
| 2016 | 289           |

## Verkehr

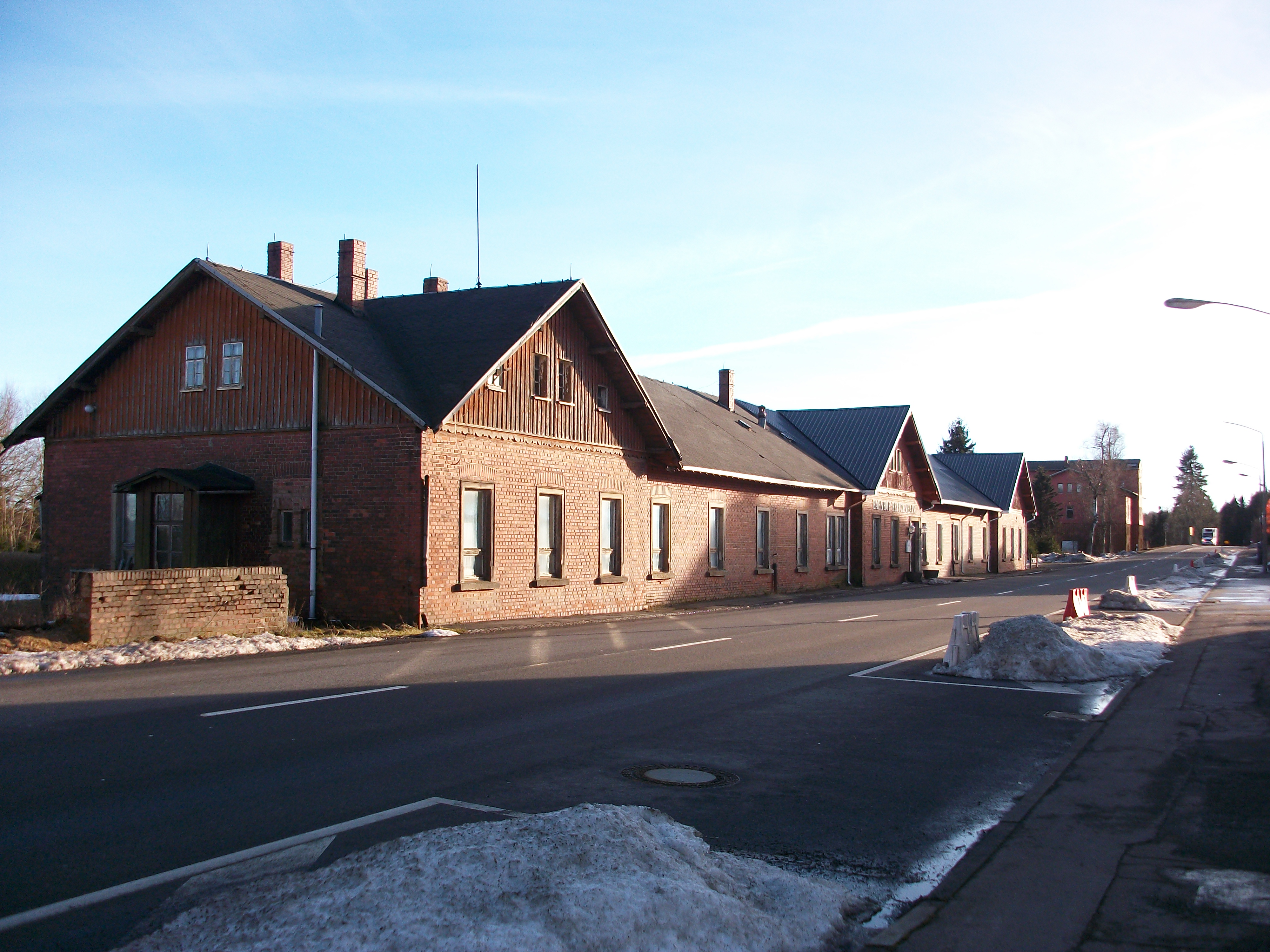
Bahnhof Reitzenhain, Empfangsgebäude Straßenseite (2017)

Am Grenzübergang nach Hora Svatého Šebestiána in Tschechien endet die Bundesstraße 174 aus Chemnitz und führt als Silnice I/7 auf tschechischem Gebiet weiter nach Chomutov.
Früher war der Bahnhof Reitzenhain auch Grenzbahnhof an der sächsischen Bahnlinie Chemnitz–Flöha–Pockau–Marienberg–Reitzenhain und der Buschtěhrader Eisenbahn nach Komotau (Chomutov). 
Nach dem Ende des Zweiten Weltkrieges wurde der grenzüberschreitende Bahnverkehr eingestellt, sodass der Bahnhof Reitzenhain seine Bedeutung verlor. Am 1. Oktober 1978 wurde der Personenverkehr und am 8. Januar 1994 der Güterverkehr zwischen Marienberg und Reitzenhain eingestellt, stillgelegt wurde dieser Abschnitt am 15. Dezember 1998.

## Trivia
Im Ort lebte das Reitzenhainer Mannl, eigentlich Eugen Georg Schuffenhauer. Er war Gründer der Schuffenhauerschen Bewegung, einer sektenähnlichen Organisation, die im Erzgebirge Verbreitung fand.